# Eigentliche Rinder
Die Eigentlichen Rinder (Bos) sind eine Gattung der Rinder aus der Familie der Hornträger (Bovidae). Neben dem Auerochsen beziehungsweise seiner domestizierten Form, dem Hausrind, umfasst die Gattung noch sieben weitere, in Asien und Nordamerika lebende Arten. Dazu gehören vor allem der Yak, der Gaur, der Banteng und der wahrscheinlich ausgestorbene Kouprey. Der Amerikanische Bison und der Wisent bildeten ursprünglich die Gattung Bison. Sie stellt jedoch laut molekulargenetischen Untersuchungen basierend auf mitochondrialer DNA keine natürliche Einheit dar, weswegen die beiden Arten häufig innerhalb der Gattung Bos geführt werden.

## Merkmale
Die Eigentlichen Rinder sind große, stämmig gebaute Tiere mit kräftigen Gliedmaßen und einem langen Schwanz. Diese Tiere erreichen Kopf/Rumpf-Länge von 1,80 bis 3,2 Meter, wozu noch ein 0,6 bis über 1 Meter langer Schwanz kommt. Die Schulterhöhe beträgt 1,2 bis 2 Meter und das Gewicht 400 bis über 1000 Kilogramm, wobei die Männchen meist deutlich schwerer als die Weibchen werden. Im Gegensatz zu anderen Hornträgern sind keine Drüsen unter dem Auge oder zwischen den Hufen vorhanden. Beide Geschlechter tragen Hörner, die der Männchen sind aber größer und wuchtiger als die der Weibchen.

## Verbreitung und Lebensweise
Das ursprüngliche Verbreitungsgebiet der Eigentlichen Rinder umfasste große Teile Eurasiens sowie das nördliche Afrika. Lebensraum dieser Tiere sind vorwiegend offene Waldgebiete oder Grasländer, dies ist jedoch je nach Art variabel. Während die wildlebenden Formen in einem Großteil ihres Verbreitungsgebietes teilweise schon seit Jahrhunderten ausgerottet wurden, haben die domestizierten Formen im Gefolge des Menschen eine weltweite Verbreitung erlangt.
Eigentliche Rinder leben in Herden, die sich meist aus einem einzigen Männchen, zahlreichen Weibchen und dem dazugehörigen Nachwuchs zusammensetzen. Andere Männchen leben einzelgängerisch oder in Junggesellengruppen. Diese Tiere sind Pflanzenfresser, wie alle Wiederkäuer haben sie einen mehrkammerigen Magen zur besseren Verdauung der Pflanzennahrung.

## Eigentliche Rinder und Menschen
Vier der acht Arten der Eigentlichen Rinder wurden domestiziert, dieser Prozess begann vor rund 8000 Jahren. Heute werden diese Tiere unter anderem als Zugtiere, Fleisch- und Milchlieferanten zum Teil weltweit gehalten. Die Bestände der wildlebenden Formen hingegen sind zunehmend gefährdet, das Wildrind ist ausgestorben, der Kouprey gilt laut IUCN als wahrscheinlich ausgestorben, der Banteng als stark gefährdet und Yak und Gaur als gefährdet.

## Eigentliche Rinder in Kunst und Kultur

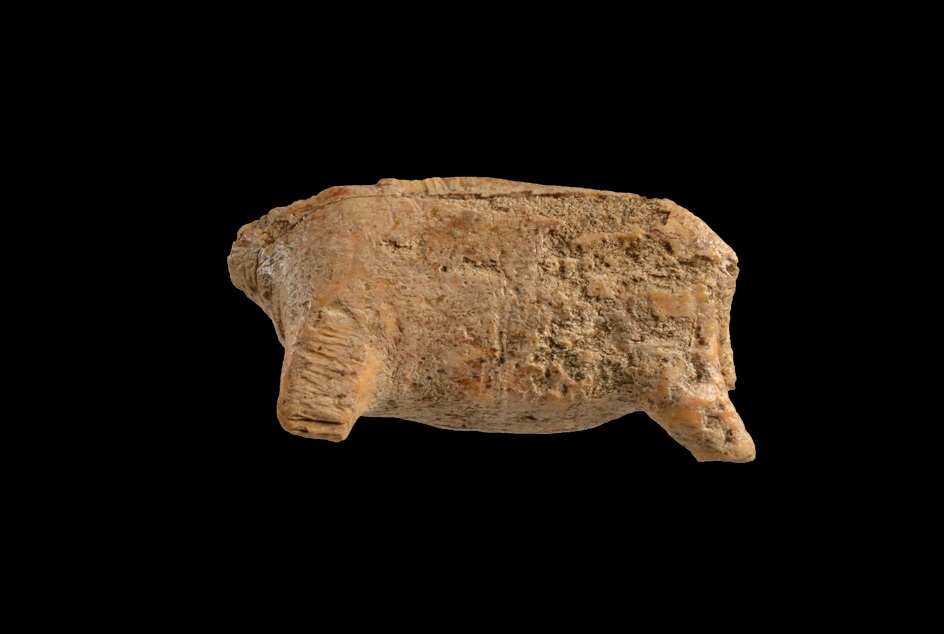
Eines der ältesten Kunstwerke der Menschheit, Rind aus der Vogelherdhöhle (40.000 Jahre alt, Aurignacien), UNESCO-Welterbe "Höhlen und Eiszeitkunst im Schwäbischen Jura", Museum der Universität Tübingen MUT

In der jungpaläolithischen Kunst wurden neben Mammuten, Wildpferden und Löwen auch Rinder dargestellt. So dominieren in der Höhlenkunst des westlichen Europas Wisente/Bisons und Auerochsen mit zusammen rund einem Viertel aller dargestellten Tiere. Sowohl Wisente als auch Auerochsen finden sich in der Grotte Chauvet und in der Grotte Cosquer, erstere datiert in das Aurignacien, letztere ist etwas jünger und gehört dem Solutréen an. Weniger häufig sind Eigentliche Rinder in der mobilen Kleinkunst des Jungpaläolithikums. Zu den ältesten Plastiken gehört eine unvollständige, etwa handtellergroße Figur aus der Vogelherdhöhle (Schwäbische Alb). Sie wurde 1931 bei archäologischen Ausgrabungen entdeckt und wird dem Aurignacien zugewiesen. Etwa gleich alt ist eine Halbplastik aus dem Geißenklösterle bei Blaubeuren.

## Domestikation
Der Auerochse hat nur in seinen verschiedenen Domestikationsformen überlebt (Hausrind und Zebu). Der Yak, der Gaur und das Banteng wurden ebenfalls domestiziert (Hausyak, Gayal, Balirind). Bei Wisenten und Amerikanischen Bisons fand keine erfolgreiche Domestikation statt, beide Arten sind untereinander ohne Einschränkung kreuzbar.

## Stammesgeschichte
Der Ursprung der Gattung Bos (lateinisch für „Rind“) ist nicht eindeutig, häufig wird er mit den pliozänen Formen Leptobos und Pelorovis in Verbindung gebracht. Einige Autoren vertreten die Auffassung, dass die bison- und wisentartigen Rinder auf Leptobos zurückgehen, die anderen Vertreter der Eigentlichen Rinder dagegen auf Pelorovis. Die ältesten gesicherten Funde von Rindern der Gattung Bos sind mit einem Alter von etwa 1 Million Jahren aus dem Altpleistozän belegt und stammen aus Buia in Eritrea. Sie werden der Art Bos buiaensis zugewiesen, eine große, aber recht leicht gebaute Form mit weit ausladenden Hörnern. Bereits in den Übergang vom Alt- zum Mittelpleistozän vor 800.000 bis 600.000 Jahren gehören Fossilreste aus Asbole am Awash in Äthiopien und aus dem Wadi Sarrat in Tunesien. Sie bilden die frühesten Nachweise des Auerochsen (Bos primigenius).

## Systematik

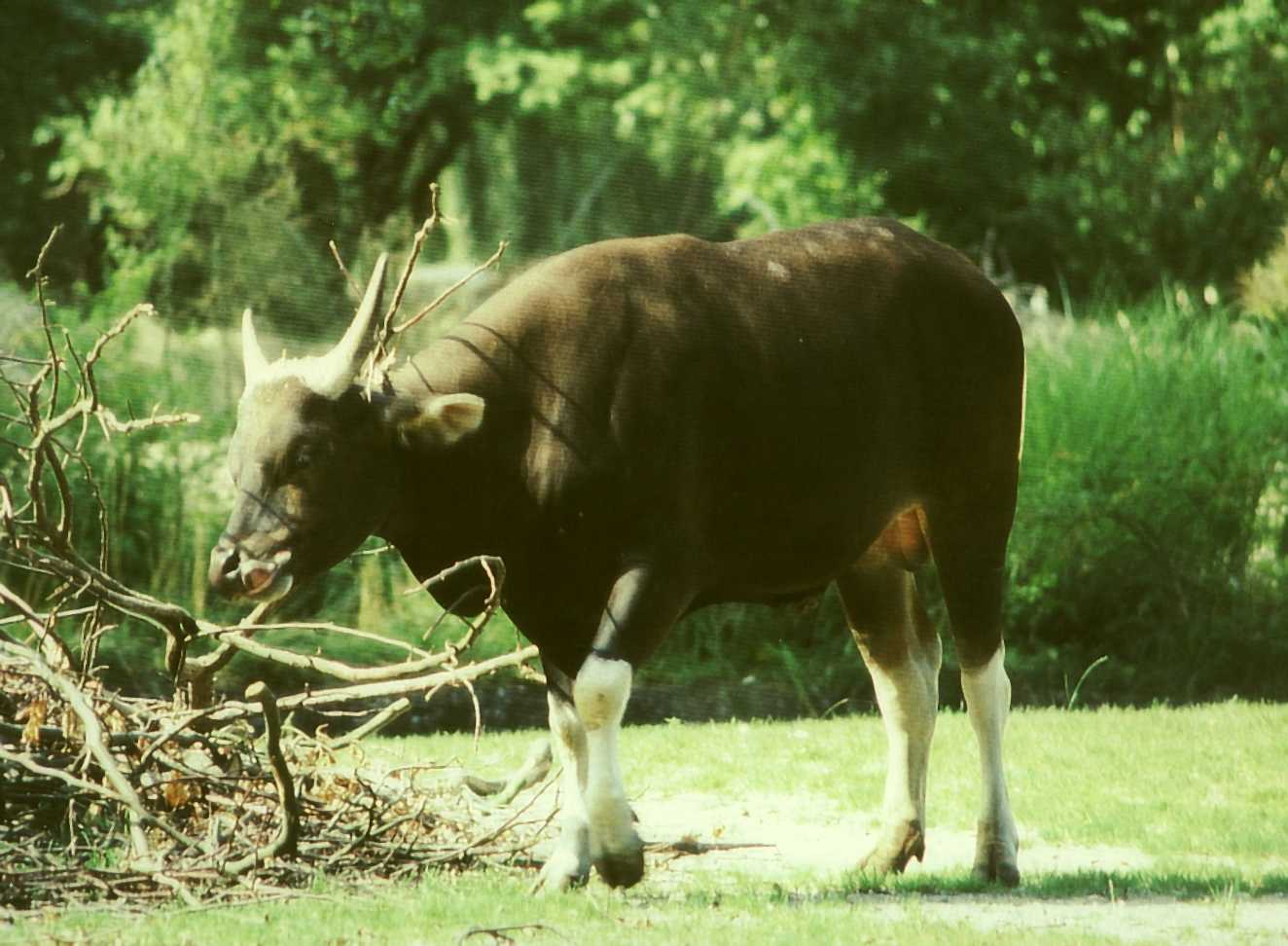
Banteng

Die Systematik der Eigentlichen Rinder ist umstritten, was unter anderem daran liegt, dass Wild- und Haustierformen der gleichen Art oft als verschiedene Arten betrachtet wurden und die einzelnen Arten zum Teil untereinander kreuzbar sind. Heute werden acht Arten unterschieden:
- Der Amerikanische Bison (Bos bison Linnaeus, 1758; auch Bison bison) lebt in den Grasländern Nordamerikas.
- Der Wisent (Bos bonasus Linnaeus, 1758; auch Bison bonasus) kommt in den Flachlandgebieten Osteuropas vor.
- Der  ausgestorbene Bergwisent (Bos caucasicus Satunin, 1904; auch Bison caucasicus) war einst im Kaukasus verbreitet.
- Der Gaur (Bos gaurus) ist die größte Rinderart und lebt in Süd- und Südostasien. In Form des Gayals ist er domestiziert worden, allerdings nur in einem kleinen Bereich seines Verbreitungsgebietes, dem nordöstlichen Indien und angrenzenden Ländern. Als wissenschaftlicher Name  der domestizierten Formen gilt mitunter Bos frontalis.
- Der Banteng (Bos javanicus) stammt ebenfalls aus Südostasien. In Form des Balirindes wurde er domestiziert, verwilderte Populationen des Balirindes kommen in einigen südostasiatischen Ländern sowie in Australien vor.
- Der Yak (Bos mutus) bewohnt Steppengebiete und Hochländer in Nord- und Zentralasien. Seit zumindest 2000 Jahren wurde er in Form des Hausyaks domestiziert. Bos grunniens wird teilweise als wissenschaftliche Bezeichnung des Hausyaks benutzt.
- Der Auerochse (Bos primigenius) wurde ausgerottet, die letzte überlebende Population fand sich in Polen. In Form des Hausrindes (Bos taurus) ist die Art jedoch weltweit verbreitet. Die südasiatischen, als Zebus (Bos indicus) bezeichneten Formen stammen offenbar von einer anderen Unterart des Auerochsen oder sogar einer weiteren, heute ebenfalls ausgestorbenen Art der Wildrinder (Bos namadicus) ab.
- Der Kouprey (Bos sauveli), eine Art aus Südostasien, ist vermutlich ausgestorben.

Manchmal werden einige Arten in eigene Untergattungen (Novibos für den Kouprey, Bibos für den Banteng und den Gaur und Poephagus für den Yak) eingeordnet. Der Amerikanische Bison und der Wisent wurden ursprünglich in eine eigene Gattung (Bison) gestellt. Molekulargenetische Studien aus dem Jahr 2004 ergaben, dass der Yak möglicherweise näher mit dem Amerikanischen Bison, der Wisent dagegen mit dem Hausrind (beziehungsweise dem Auerochsen) verwandt ist. Demnach ist die Gattung Bison als paraphyletisch aufzufassen. Diesen auf den matrilinearen Verwandtschaftsverhältnissen basierenden Untersuchungen stehen vergleichbare Analysen anhand der Y-Chromosomen gegenüber, die eine engere Beziehung zwischen Wisent, Amerikanischen Bison und Yak annehmen lassen. In diesem Fall wäre die Gattung Bos nicht monophyletisch, weswegen in der Studie eine Auslagerung des Yaks in die Gattung Poephagus unter Beibehaltung der Gattung Bison vorgeschlagen wurde. Dies ist aber nicht allgemein akzeptiert.